# Myths of the Near Future
Myths of the Near Future је први студијски албум енглеске музичке групе Klaxons. Објављен је 29. јануара 2007. године за Polydor Records.
На званичној британској листи албума дебитовао је 10. фебруара 2007. и заузео другу позицију, а то му је и остао највиши пласман.
Албум је Клаксонсима донео Меркјури награду за 2004. годину.

## Списак песама
- Аутори свих текстова и музике су чланови групе, осим тамо где је другачије назначено.[1] Неке верзије албума садрже неименоване инструментале у 17. минуту песме Four Horsemen of 2012.

| №               | Назив           | Аутор(и)                                 | Трајање |  |
| 1.              |                 |                                          | 4:18    |  |
| 2.              |                 |                                          | 3:18    |  |
| 3.              |                 |                                          | 2:45    |  |
| 4.              |                 |                                          | 2:41    |  |
| 5.              |                 |                                          | 3:58    |  |
| 6.              |                 |                                          | 3:54    |  |
| 7.              |                 |                                          | 3:26    |  |
| 8.              |                 |                                          | 4:29    |  |
| 9.              |                 |                                          | 3:30    |  |
| 10.             |                 | Роб Дејвис, Пол Окенфолд, Мајкл Визгоски | 3:35    |  |
| 11.             |                 |                                          | 2:18    |  |
| Укупно трајање: | Укупно трајање: | Укупно трајање:                          | 36:22   |  |

## Музичари

### Постава групе
- Џејми Рејндолс — бас-гитара, вокал
- Џејмс Рајтон — клавијатуре, вокал
- Сајмон Тејлор-Дејвис — гитара, вокал
- Стефан Халперин — бубањ (2)

### Гостујући музичари
- Џејмс Форд — бубањ (1, 3—11)[1]

## Успешност албума на топ-листама
| Листа | Улазак            | Број недеља | Најбољи пласман | Датум(и) најбољег пласмана |
| ----- | ----------------- | ----------- | --------------- | -------------------------- |
| [ 2 ] | 10. фебруар 2007. | 44          | 2.              | 10. фебруар 2007.          |

## Синглови
| #  | Назив | Датум објављивања | [ 4 ] |
| -- | ----- | ----------------- | ----- |
| 1. |       | 12. јун 2006.     | —     |
| 2. |       | 30. октобар 2006. | 29.   |
| 3. |       | 22. јануар 2007.  | 7.    |
| 4. |       | 9. април 2007.    | 35.   |
| 5. |       | 25. јун 2007.     | 13.   |

## Награде и номинације
| Година | Награда  | Категорија   | Номиновано дело | Исход    |
| ------ | -------- | ------------ | --------------- | -------- |
| 2007.  | Меркјури | Албум године |                 | Освојено |